# Wagoto

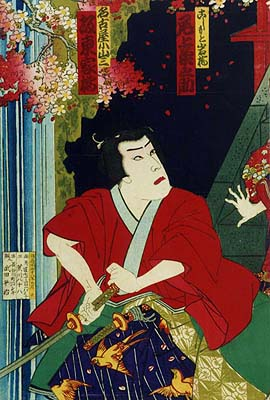
Una stampa realizzata da Toyohara Kunichika nel 1885 e raffigurante Bandō Kakitsu I nei panni di Nagoya Kosanza, protagonista dell'opera Monogusa Tarosaku Tekuda no Utaate

Il wagoto (和事?), ossia "stile delicato", è uno stile di recitazione strettamente connesso al kabuki, un tipo di rappresentazione teatrale sorto in Giappone all'inizio del XVII secolo.
Questo stile prevede l'enfatizzazione di gesti quanto più naturali e armonici possibile e di dialoghi dai toni molto dolci e tranquilli, in netta contrapposizione con lo stile aragoto, che invece prevede l'utilizzo di kata, ossia movimenti preordinati e codificati, esagerati e dinamici, e di un altrettanto esagerato tono di voce. Al contrario degli attori impegnati in rappresentazioni in stile aragoto, inoltre, gli attori wagoto si presentano sul palco privi del pesante trucco (kumadori) che caratterizza i primi, privilegiando, anche in questo caso, un aspetto più naturale, con il volto del protagonista dipinto di bianco a rappresentarne la gioventù. Mentre, infatti, nello stile aragoto si vuole quasi trasformare il personaggio in un supereroe, nello stile wagoto si vuole esaltare il lato romantico e galante del protagonista, il quale è spesso preda delle pene dell'amore.
Ruoli tipicamente recitati utilizzando questo stile sono quelli dei protagonisti delle opere kabuki chiamate Sonezaki Shinjū (I suicidi d'amore a Sonezaki) e Kuruwa Bunshō (Racconti del quartiere di piacere), ossia giovani romantici, spesso innamorati della più bella cortigiana di Osaka, che vengono però diseredati dalla famiglia proprio a causa di tale relazione e sono quindi costretti, non possedendo i soldi per riscattare l'amata, a fuggire con essa, finendo tragicamente con il commettere uno shinjū, ossia un doppio suicidio.

## Storia
Questo stile fu creato e presentato in pubblico per la prima volta da Sakata Tōjūrō I, un attore della regione di Kamigata (Osaka-Kyoto) specializzato in ruoli tachiyaku, nel febbraio 1678, quindi nel periodo Genroku. In quell'occasione l'attore organizzò e interpretò un'opera intitolata Yūgiri Nagori no Shōgatsu, incentrata sulla figura di Yūgiri, una famosa oiran venuta a mancare il mese precedente. L'opera, in cui Tōjūrō presentò per la prima volta in assoluto uno stile di recitazione tanto sobrio quanto emotivo e realistico, stabilì i fondamenti del kabuki di Kamigata (in contrapposizione al kabuki di Edo, caratterizzato dallo stile aragoto), non solo per quanto riguarda lo stile recitativo, ma anche per quanto riguarda gli elementi e la struttura della trama. Kuruwa Bunshō, un'opera fortemente ispirata a Yūgiri Nagori no Shōgatsu e rappresentata per la prima volta nel 1808, resta ancora oggi una delle opere fondamentali del repertorio del kabuki di Kamigata.
Gli attori specializzati nello stile wagoto prendono il nome di wagotoshi e tra essi i più famosi sono Bandō Kakitsu I e Matsumoto Kōshirō VII. Contrariamente a quanto accadde per il fondatore dello stile aragoto, Ichikawa Danjūrō I, la cui discendenza portò avanti lo stile di recitazione da lui creato, gli eredi di Sakata Tōjūrō I, sia quelli di sangue che quelli di adozione, non riuscirono nel portare avanti il nome di Tōjūrō. Solo nel 2005, 231 anni dopo la morte di Sakata Tōjūrō III, Nakamura Ganjirō III, un attore kabuki molto noto per lo stile wagoto, adottò il nome di Sakata Tōjūrō IV.